# Des Cós
Des Cós es un cultivar de higuera de tipo higo común Ficus carica, bífera de higos de epidermis con color de fondo verde fuerte con sobre color marrón rojizo. Se cultiva en la colección de higueras de Montserrat Pons i Boscana en Llucmajor, Islas Baleares.

## Sinonimia
- „De Es Cós“ en las Islas Baleares,[4][6][7]

## Historia
Actualmente la cultiva en su colección de higueras baleares Montserrat Pons i Boscana, rescatada de un ejemplar o higuera madre cultivada en "es Cós" en el término de Sinéu, en los alrededores del pueblo, y es el único ejemplar conocido de esta variedad.
La variedad 'De Es Cós' es originaria de Sinéu y fue descubierta y descrita por Rallo, Roselló y Sacarès (Les Figueras Mallorquines, 1995). No se conoce ningún otro ejemplar parecido y destaca por la tardanza de su maduración , semejante en este aspecto a 'Hivernenca'

## Características
La higuera 'Des Cós' es una variedad bífera de tipo higo común. Árbol de elevada vigorosidad, con copa redondeada, ramaje alargado y espeso de follaje. Sus hojas de 3 lóbulos (82%) son las mayoritarias y de 5 lóbulos (18%), pocas de 1 lóbulo. Sus hojas con dientes presentes y márgenes ondulados. 'Des Cós' tiene poco desprendimiento de higos, y un rendimiento productivo alto por cada árbol. La yema apical cónica de color marrón verdoso.
Los frutos 'Des Cós' son higos de tamaño 42 x 44 mm de forma urceolada, globosa a circular, son simétricos y uniformes, con un buen porcentaje de siconos aparejados, que presentan unos frutos medianos de unos 31,9 gramos en promedio, de epidermis de consistencia dura, grosor de la piel grueso, de color de fondo verde fuerte con sobre color marrón rojizo. Ostiolo de 1 a 3 mm con escamas medianas marrones. Pedúnculo de 3 a 5 mm cilíndrico verde claro. Grietas ausentes o pocas. Costillas poco marcadas. Con un ºBrix (grado de azúcar) de 19 de sabor insípido en brevas e higos, con color de la pulpa rojo intenso. Con cavidad interna pequeña y una gran cantidad de aquenios pequeños. Son de un inicio de maduración de las pocas brevas a principios de agosto y los más prolíficos higos desde el 26 de septiembre hasta finales de octubre. De rendimiento productivo por árbol elevado.
Se usa como higos frescos y secos para alimentación de ganado porcino y ovino. Producción alta. Tienen difícil abscición del pedúnculo y mediana facilidad de pelado. Son muy  resistentes a las lluvias, y al transporte, poco sensibles a la apertura del ostiolo, y un desprendimiento mediano.

## Cultivo
'Des Cós', se utiliza en fresco y seco para consumo animal (ganado ovino y porcino). Se está tratando de recuperar de ejemplares cultivados en la colección de higueras baleares de Montserrat Pons i Boscana en Llucmajor.